# Brzezie
Brzezie [pronunciación en polaco: /ˈbʐɛʑɛ/] es un pueblo ubicado en el distrito administrativo de Gmina Szczerców, dentro del Distrito de Bełchatów, Voivodato de Łódź, en Polonia central. Se encuentra aproximadamente a 3 kilómetros al sur de Szczerców, a 20 kilómetros al oeste de Serłchatów, y a 58 kilómetros al suroeste de la regional capital Łódź.
El pueblo tiene una población de 203 habitantes.